# Ixia paniculata
Ixia paniculata är en irisväxtart som beskrevs av Daniel Delaroche. Ixia paniculata ingår i släktet Ixia och familjen irisväxter. Inga underarter finns listade i Catalogue of Life.

## Bildgalleri

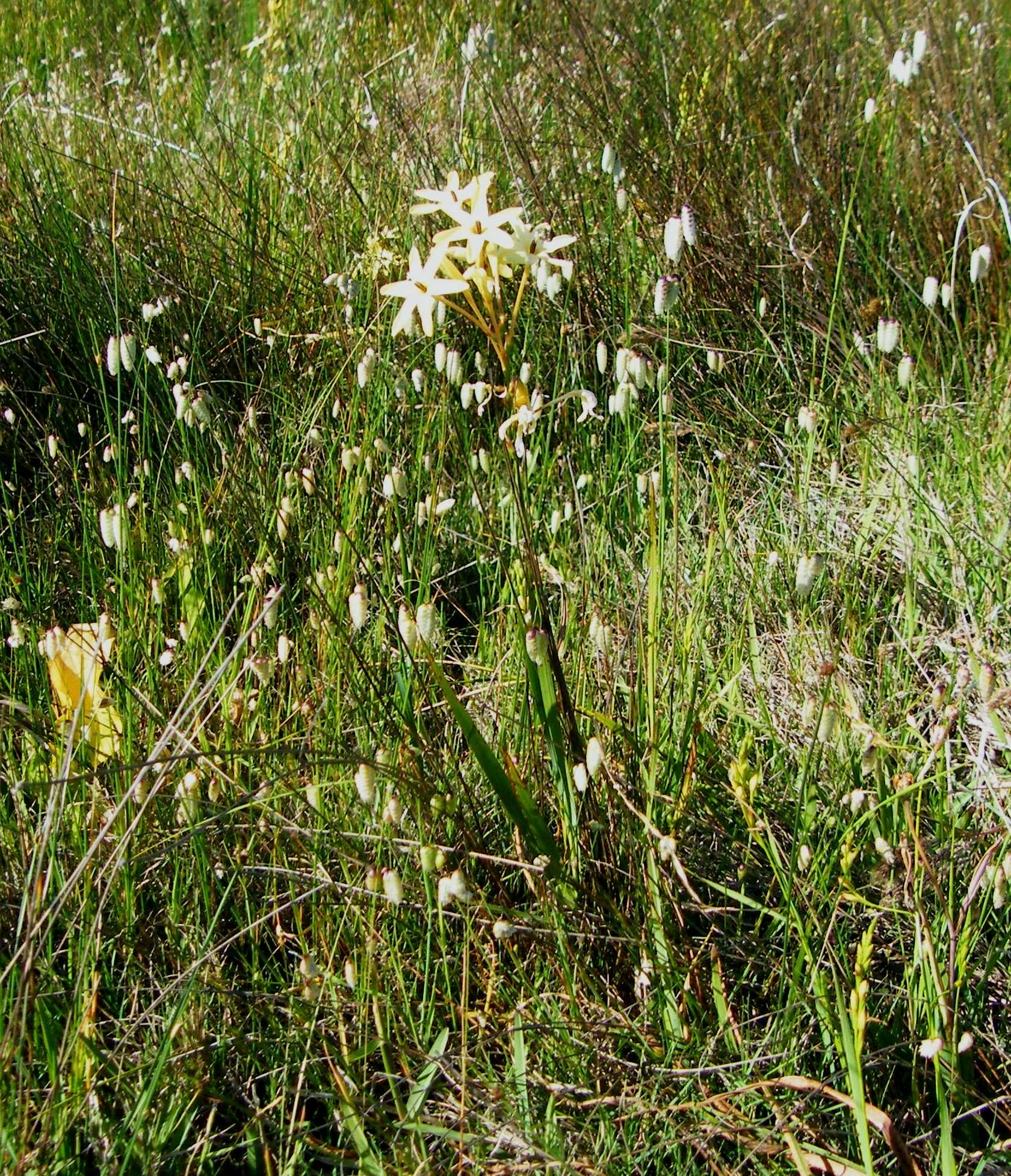
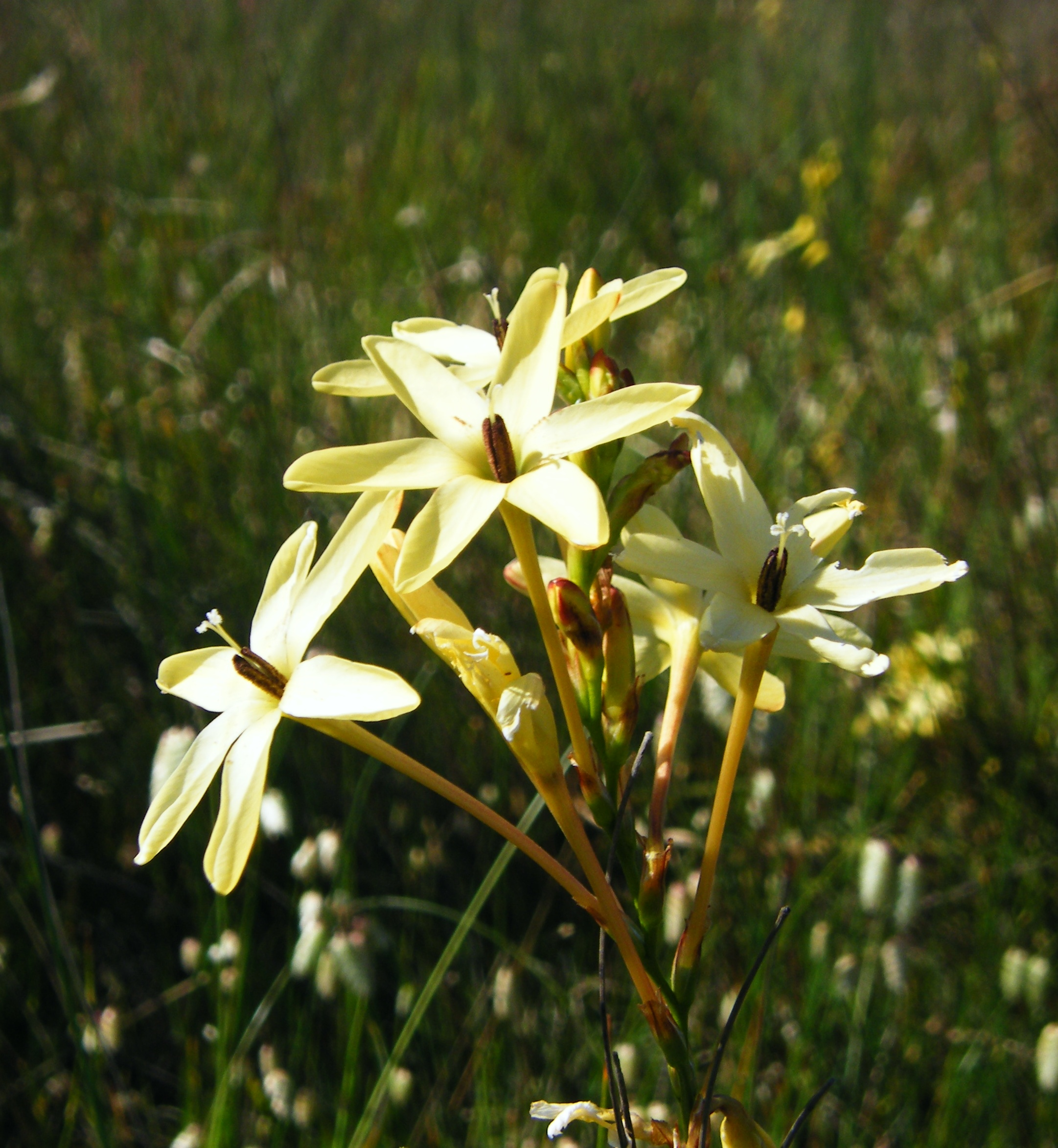